# Jade Melbourne
Jade Melbourne (Melbourne, 18 agosto 2002) è una cestista australiana.

## Carriera
È stata selezionata dalle Seattle Storm al terzo giro del Draft WNBA 2022 (33ª scelta assoluta).
Con l'Australia ha disputato i Campionati asiatici del 2021.